# Pomba-de-palau
A pomba-de-palau (Gallicolumba canifrons) é uma espécie de ave da família Columbidae.
É endémica de Palau.
Os seus habitats naturais são: florestas subtropicais ou tropicais húmidas de baixa altitude.